# Westlake (Louisiane)
Pour les articles homonymes, voir Westlake.
Westlake est une ville de la paroisse de Calcasieu, dans l'État de Louisiane, aux États-Unis,. En 2020, elle compte une population de 4 781 habitants.

## Démographie
Lors du recensement de 2010, la ville comptait une population de 4 568 habitants, tandis qu'en 2020, elle s'élève à 4 781 habitants.